# Kim Yu-bin
Kim Yu-bin (hangul: 김유빈), även känd under artistnamnet Yubin, född 4 oktober 1988 i Gwangju, är en sydkoreansk sångerska, skådespelare och låtskrivare.
Hon var tidigare medlem i den sydkoreanska tjejgruppen Wonder Girls. Hon gick med gruppen 2007 efter att Hyuna lämnat samma år som gruppen debuterade, och Yubin fortsatte som medlem i Wonder Girls till det att gruppen upplöstes 2017.

## Diskografi

### Album
| Datum       | Albumtitel                | Topplacering          |
| Datum       | Albumtitel                | Sydkorea (Gaon Chart) |
| ----------- | ------------------------- | --------------------- |
| 13 sep 2007 | The Wonder Years          | —                     |
| 30 sep 2008 | The Wonder Years: Trilogy | —                     |
| 15 maj 2010 | 2 Different Tears         | 1                     |
| 7 nov 2011  | Wonder World              | 1                     |
| 3 jun 2012  | Wonder Party              | 3                     |
| 3 aug 2015  | Reboot                    | 5                     |

## Filmografi

### Film
| År   | Titel              | Roll      |
| ---- | ------------------ | --------- |
| 2010 | The Last Godfather | cameoroll |

### TV-drama
| År   | Titel         | Kanal | Roll          |
| ---- | ------------- | ----- | ------------- |
| 2008 | Here He Comes | MBC   | cameoroll     |
| 2013 | The Virus     | OCN   | Lee Joo-young |